# Babylonische Stunden
Babylonische Stunden (gelegentlich auch griechische Stunden) sind äquinoktiale Stunden, die ab Sonnenaufgang von 1 bis 24 (Große Uhr) gezählt werden. Die babylonischen Stunden sind bis heute auf manchen Sonnenuhren dargestellt, wobei die höheren Zahlen für die Nacht naturgemäß entfallen. Der Ausdruck ist jedoch irreführend, da diese Zeitskala in Babylonien vermutlich zu keiner Zeit in Gebrauch war.
Im Gegensatz dazu beginnen die Italienischen Stunden mit dem Sonnenuntergang.

## Geschichte
Wann und warum der Ausdruck babylonische Stunden entstand, ist nicht bekannt, doch dürfte er die älteste Art der Stundenzählung sein. Die Babylonier rechneten bis zum Ende des neubabylonischen Reiches (539 v. Chr.) mit der äqualen Zeiteinheit „Danna“ („Doppelstunde“), die auch schon im Gilgamesch-Epos vorkommt. In hellenistischer Zeit wurden im Gebiet des alten Babyloniens zuerst die temporalen Stunden eingeführt. Durch Halbierung der „Doppelstunde“ wurde die Anzahl der Tag- und Nachtstunden  von jeweils sechs auf zwölf erhöht. Die äquinoktialen Stunden, die unabhängig von Tages- und Nachtlänge 24 gleich lange Zeitabschnitte darstellen und von 1 bis 24 zählbar sind, folgten noch später.